# Георги Пилев
Георги Пилев Вълков е български офицер, генерал-майор от МВР.

## Биография
Роден е през 1939 г. Ръководител е на районното управление в Крумовград. В периода 8 февруари 1982 – 8 януари 1988 г. е заместник-ръководител на МВР – Кърджали. От 8 януари до ноември 1988 г. е началник на Областното управление на МВР – Бургас. От 25 януари до 10 април 1990 г. е заместник-началник на Националната служба за защита на конституцията. В периода 10 април 1990 – 1 май 1991 г. е началник на службата. След това се пенсионира и започва работа като адвокат. Умира през 2012 г.